# BMW・4シリーズ (G22)
BMW 4シリーズ(G22)は、ドイツのBMWが製造する4シリーズの二世代目となるモデルである。
先代同様、3シリーズのクーペモデルの位置付けを踏襲しているが、先代に比べると外装は3シリーズと大きく異なり差別化されている。
フロントグリルがバンパー下部まで広がるデザインは近年のBMWでは初めての採用となる。

## G22 クーペ/G23 カブリオレ/G26 グランクーペ
クーペモデル（G22）は2020年6月2日に本国発表、同年10月16日に日本国内発表された。ソフトトップを持つカブリオレ（G23）は2020年9月30日に本国発表、2021年2月24日に日本国内発表された。4ドアクーペのグランクーペ（G26）は2021年6月9日に本国発表、同年7月16日に日本国内発表された。

### コンセプトモデル

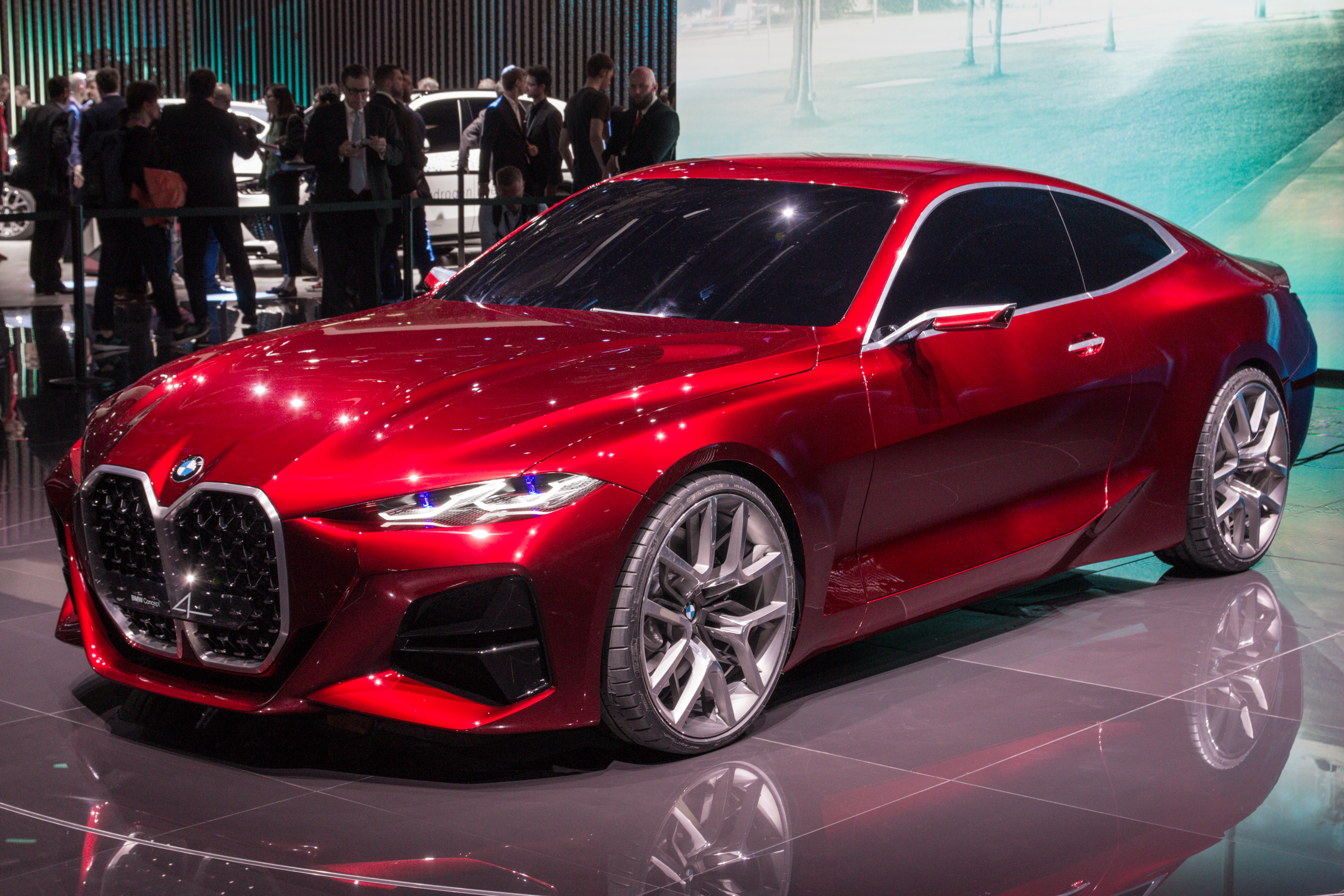
BMW Concept 4

2019年9月10日に、IAA Cars 2019 international motor show in Frankfurtにて、次期4シリーズクーペと予想されているコンセプトモデル「BMW Concept 4」を発表した。BMW社のアイコンでもあるキドニーグリルが特徴的なデザインとなっている。このグリルは「BMW 328やBMW 3.0 CSiなどの伝説的なブランドクラシックを参考にしている」とされている。
プレスリリースの文中で「the new face of the 4 Series range」としており、BMW Concept 4が次期4シリーズであることを事実上公表していた。

### クーペ（G22）
2020年6月2日（中央ヨーロッパ時間18:00/日本時間3日1:00）に、プレス向けサイト内にてオンラインでのワールドプレミアを実施した。本国では2020年10月からのデリバリー開始を予定としており、カタログ等も同時に公開されている。
430d xDriveとM440d xDriveは2021年3月より販売開始（本国）。ガソリン仕様はM440iがxDrive搭載となった。本国仕様にはマイルドハイブリッド（MHEV）が搭載されるが、日本仕様には採用されていない。ディーゼル仕様は全車MHEVとなり、420dにのみ後輪駆動が設定される。
| G22（本国仕様2020年 - ）  | G22（本国仕様2020年 - ） | G22（本国仕様2020年 - ） | G22（本国仕様2020年 - ）                               | G22（本国仕様2020年 - ） | G22（本国仕様2020年 - ） | G22（本国仕様2020年 - ） | G22（本国仕様2020年 - ） |
| グレード                  | 型式                     | 排気量（cc）             | エンジン                                               | 最高出力（ps/rpm）       | 最大トルク（Nm/rpm）     | 変速機                   | 駆動方式                 |
| ------------------------- | ------------------------ | ------------------------ | ------------------------------------------------------ | ------------------------ | ------------------------ | ------------------------ | ------------------------ |
| 420i（2020年 - ）         | B48                      | 1,998                    | ガソリン直列4気筒DOHCターボ                            | 184/5,000-6,500          | 300/1,350-4,000          | 8速AT                    | 後輪駆動                 |
| 430i（2020年 - ）         | B48                      | 1,998                    | ガソリン直列4気筒DOHCターボ                            | 258/5,000-4,400          | 400/1,550-4,400          | 8速AT                    | 後輪駆動                 |
| M440i xDrive（2020年 - ） | B58                      | 2,998                    | ガソリン直列6気筒DOHCターボ +48Vマイルドハイブリッド   | 374/5,500-6,500          | 500/1,900-6,500          | 8速AT                    | 四輪駆動                 |
| 420d（2020年 - ）         | B47                      | 1,995                    | ディーゼル直列4気筒DOHCターボ +48Vマイルドハイブリッド | 190/4,000                | 400/1,750-2,500          | 8速AT                    | 後輪駆動                 |
| 420d xDrive（2020年 - ）  | B47                      | 1,995                    | ディーゼル直列4気筒DOHCターボ +48Vマイルドハイブリッド | 190/4,000                | 400/1,750-2,500          | 8速AT                    | 四輪駆動                 |
| 430d xDrive（2021年 - ）  | B47                      | 1,995                    | ディーゼル直列4気筒DOHCターボ +48Vマイルドハイブリッド | 286/4,000                | 650/1,500-2,500          | 8速AT                    | 四輪駆動                 |
| M440d xDrive（2021年 - ） | B57                      | 2,993                    | ディーゼル直列6気筒DOHCターボ +48Vマイルドハイブリッド | 340/4,400                | 700/1,750-2,250          | 8速AT                    | 四輪駆動                 |

#### 日本仕様
日本国内仕様について、本国での発表後からBMW Japanのサイトにティーザーサイトが公開されており、2020年秋の発売と発表された。
日本仕様は2020年10月16日にオンライン配信にて発表・販売開始された。納車は2020年11月からとしている。新型4シリーズとして420iとM440i xDriveの導入を発表。本国で設定されているディーゼル車、及び430iは導入されていない。
420iには、スタンダードとM Sportパッケージの2種類が用意されている。420iはスタンダードもスポーツシートが装備されている。なお、420i M Sportにはヴァーネスカ・レザー・シートが標準設定となっている。M440i xDriveは本国ではMHEVとなっていたが、日本向けには搭載されない。
本国仕様では横幅1852mmとされているが、日本仕様では1850mmとなっている。
M440i xDriveについて、リアのホイールアーチに小さなフェンダー状の部品が装備される。
先代モデルからの大きな差異として、M Sportパッケージ装着車は全車本革シートが標準装備となった。また本革シートはダコタ・レザーからヴァーネスカレザーへと変更されている。また、本革シートのカラーについては先代よりも選択肢が多くなった。
ボディカラーは全8色と、Individualボディ・カラー1色の9色からとなっている。なお、サンレモ・グリーンのみ導入時期を明示していない。カタログカラーである、アークティック・レース・ブルーはM440i xDriveのみに設定可能となっている。
同時に導入記念モデルとして「Edition EDGE」を発表。オンラインストアのみで13台限定で販売される。420i Edition EDGEは10台限定となり、ブラック・ミラー・キャップやBMW Individualハイ・グロス・シャドウライン・エクステンディッド・コンテンツなどが特別装備される。M440i xDrive Edition EDGEは3台限定となり、Mカーボン・エクステリア・パッケージ、アルミニウム・メッシュ・エフェクト・トリム、Mシート・ベルトなどが特別装備される。
| G22（日本仕様2020年 - ）               | G22（日本仕様2020年 - ） | G22（日本仕様2020年 - ） | G22（日本仕様2020年 - ）    | G22（日本仕様2020年 - ） | G22（日本仕様2020年 - ） | G22（日本仕様2020年 - ） | G22（日本仕様2020年 - ） |
| グレード                               | 型式                     | 排気量（cc）             | エンジン                    | 最高出力（ps/rpm）       | 最大トルク（Nm/rpm）     | 変速機                   | 駆動方式                 |
| -------------------------------------- | ------------------------ | ------------------------ | --------------------------- | ------------------------ | ------------------------ | ------------------------ | ------------------------ |
| 420i スタンダード/M Sport（2020年 - ） | B48B20A                  | 1,998                    | ガソリン直列4気筒DOHCターボ | 184/5,000                | 300/1,350-4,000          | 8速AT                    | 後輪駆動                 |
| M440i xDrive（2020年 - ）              | B58B30B                  | 2,998                    | ガソリン直列6気筒DOHCターボ | 387/5,800                | 500/1,900-6,500          | 8速AT                    | 四輪駆動                 |

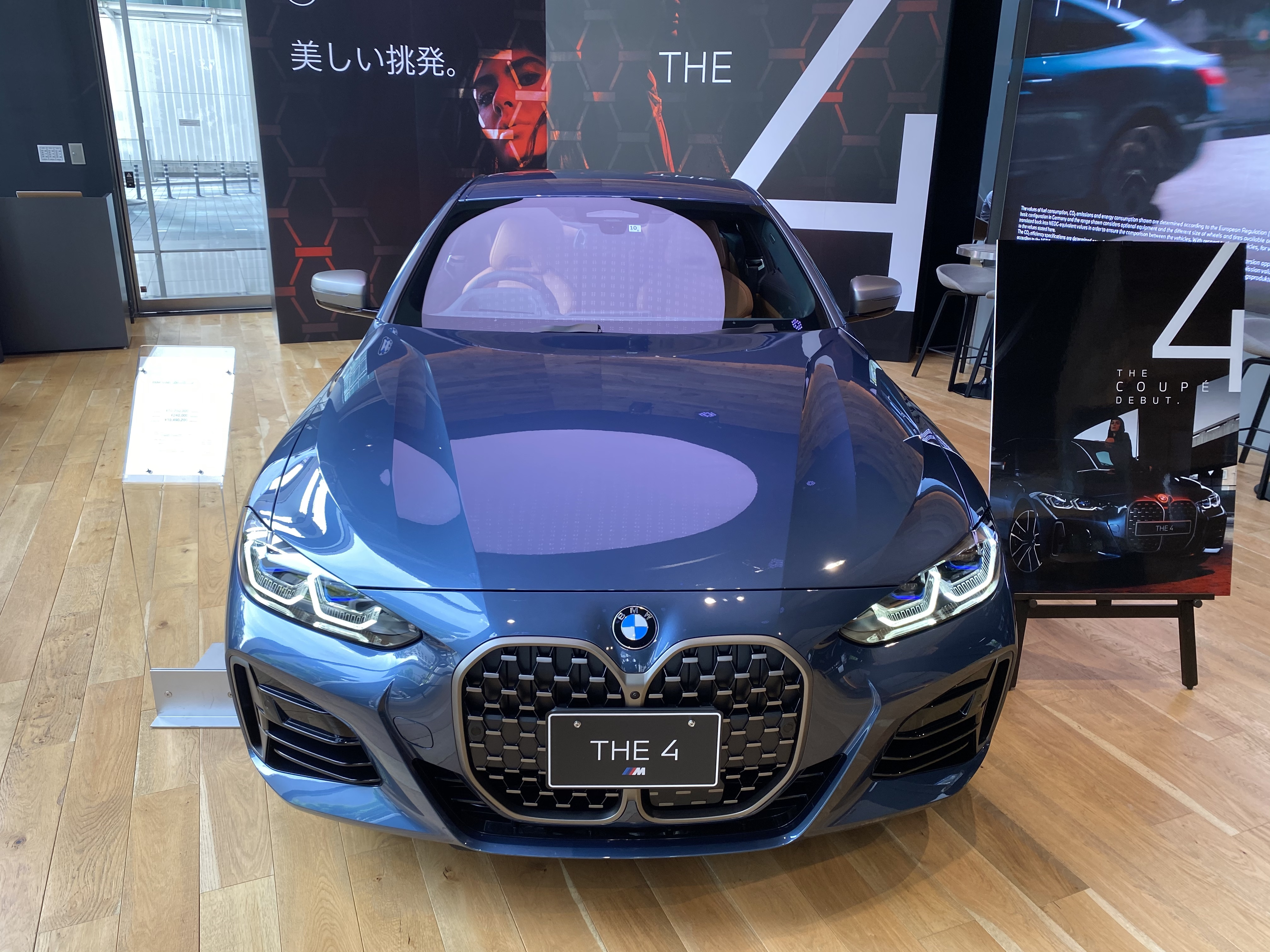
クーペ/フロント・日本仕様
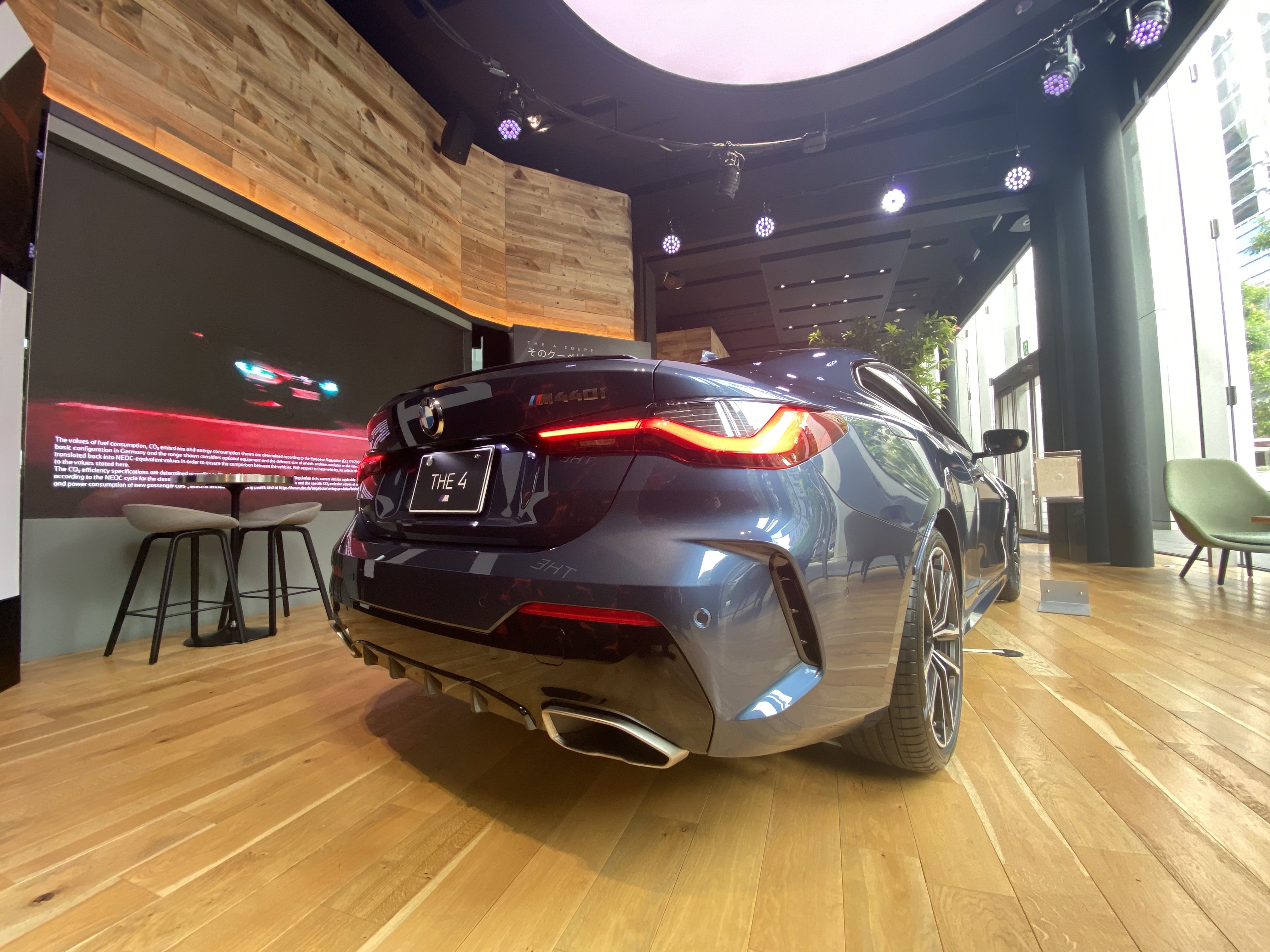
クーペ/リア・日本仕様
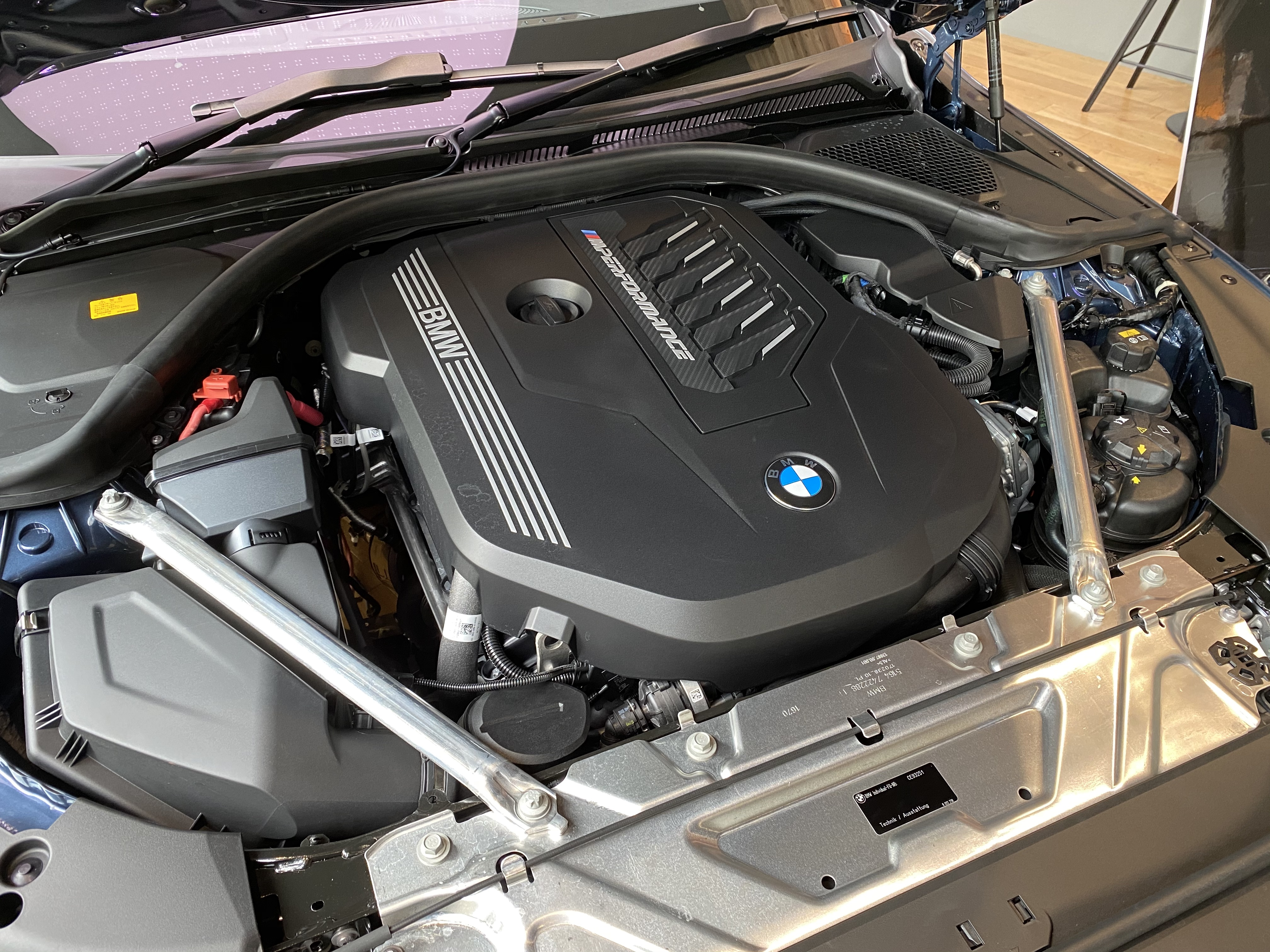
M440i xDriveに搭載されるB58エンジン
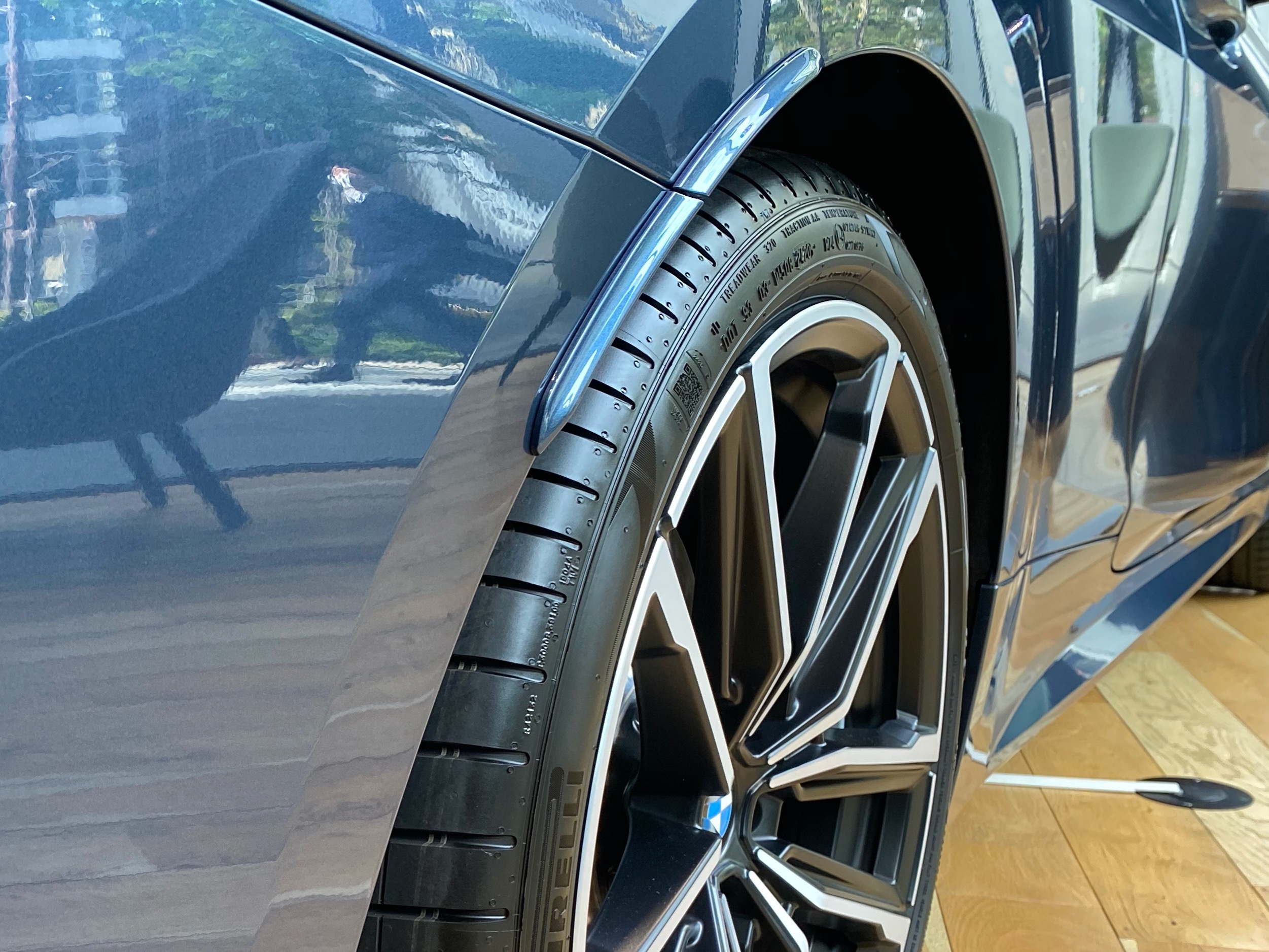
リアフェンダーとフェンダーモール
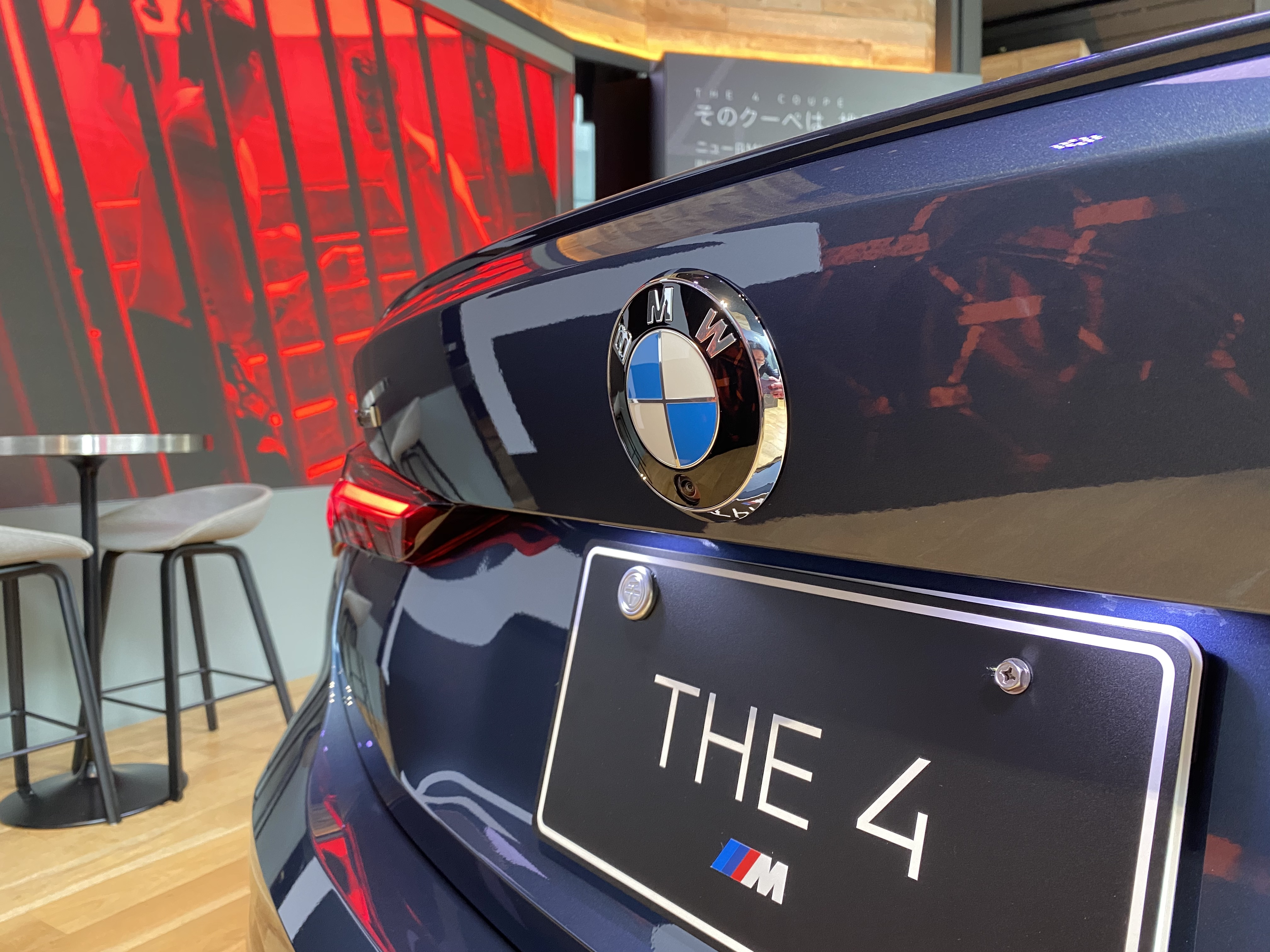
リアエンブレム内に内蔵されたバックカメラ

### カブリオレ/コンバーチブル（G23）
2020年9月30日にプレスリリース。本国では2021年3月からのデリバリー開始を予定としており、カタログ等も同時に公開されている。
420i/430i/M440i xDrive/420dは2021年3月から、430d/M440d xDriveは2021年後半からデリバリー予定。
ガソリン仕様はM440iがxDrive搭載となった。本国仕様にはMHEV仕様が存在するが、日本仕様には採用されていない。ディーゼル車は全車MHEV仕様となり、M440dにはxDriveが設定される。
クーペのリリース資料では、430dはxDriveとされているが、コンバーチブルは430dにxDriveの記載がない。
| G23（本国仕様2021年 - ）  | G23（本国仕様2021年 - ） | G23（本国仕様2021年 - ） | G23（本国仕様2021年 - ）                               | G23（本国仕様2021年 - ） | G23（本国仕様2021年 - ） | G23（本国仕様2021年 - ） | G23（本国仕様2021年 - ） |
| グレード                  | 型式                     | 排気量（cc）             | エンジン                                               | 最高出力（ps/rpm）       | 最大トルク（Nm/rpm）     | 変速機                   | 駆動方式                 |
| ------------------------- | ------------------------ | ------------------------ | ------------------------------------------------------ | ------------------------ | ------------------------ | ------------------------ | ------------------------ |
| 420i（2021年 - ）         | B48                      | 1,998                    | ガソリン直列4気筒DOHCターボ                            | 184/5,000-6,500          | 300/1,350-4,000          | 8速AT                    | 後輪駆動                 |
| 430i（2021年 - ）         | B48                      | 1,998                    | ガソリン直列4気筒DOHCターボ                            | 258/5,000-4,400          | 400/1,550-4,400          | 8速AT                    | 後輪駆動                 |
| M440i xDrive（2021年 - ） | B58                      | 2,998                    | ガソリン直列6気筒DOHCターボ +48Vマイルドハイブリッド   | 374/5,500-6,500          | 500/1,900-6,500          | 8速AT                    | 四輪駆動                 |
| 420d（2021年 - ）         | B47                      | 1,995                    | ディーゼル直列4気筒DOHCターボ +48Vマイルドハイブリッド | 190/4,000                | 400/1,750-2,500          | 8速AT                    | 後輪駆動                 |
| 430d（2021年 - ）         | B47                      | 1,995                    | ディーゼル直列4気筒DOHCターボ +48Vマイルドハイブリッド | 286/4,000                | 650/1,500-2,500          | 8速AT                    | 後輪駆動                 |
| M440d xDrive（2021年 - ） | B57                      | 2,993                    | ディーゼル直列6気筒DOHCターボ +48Vマイルドハイブリッド | 340/4,400                | 700/1,750-2,250          | 8速AT                    | 四輪駆動                 |

#### 日本仕様
日本仕様は2021年2月25日にオンライン発表・販売開始された。420iとM440i xDriveの導入を発表。本国で設定されているディーゼル車及び430iは導入されていない。
420iには、スタンダードモデルと、M Sportパッケージの2種類が用意されている。420iはスタンダードモデルもスポーツシートが装備されている。なお420i M Sportにはヴァーネスカ・レザー・シートが標準設定となっている。
本国資料ではコンバーチブル（Convertible）と記載されているが、旧モデル等日本国内向けはカブリオレ（Cabriolet）とされる。名称のみで仕様の違いは特にない。その他、クーペ同様にMHEVの非搭載やカタログ記載寸法の細かな違いなどがあるが、G22クーペと同様のため本項では割愛。

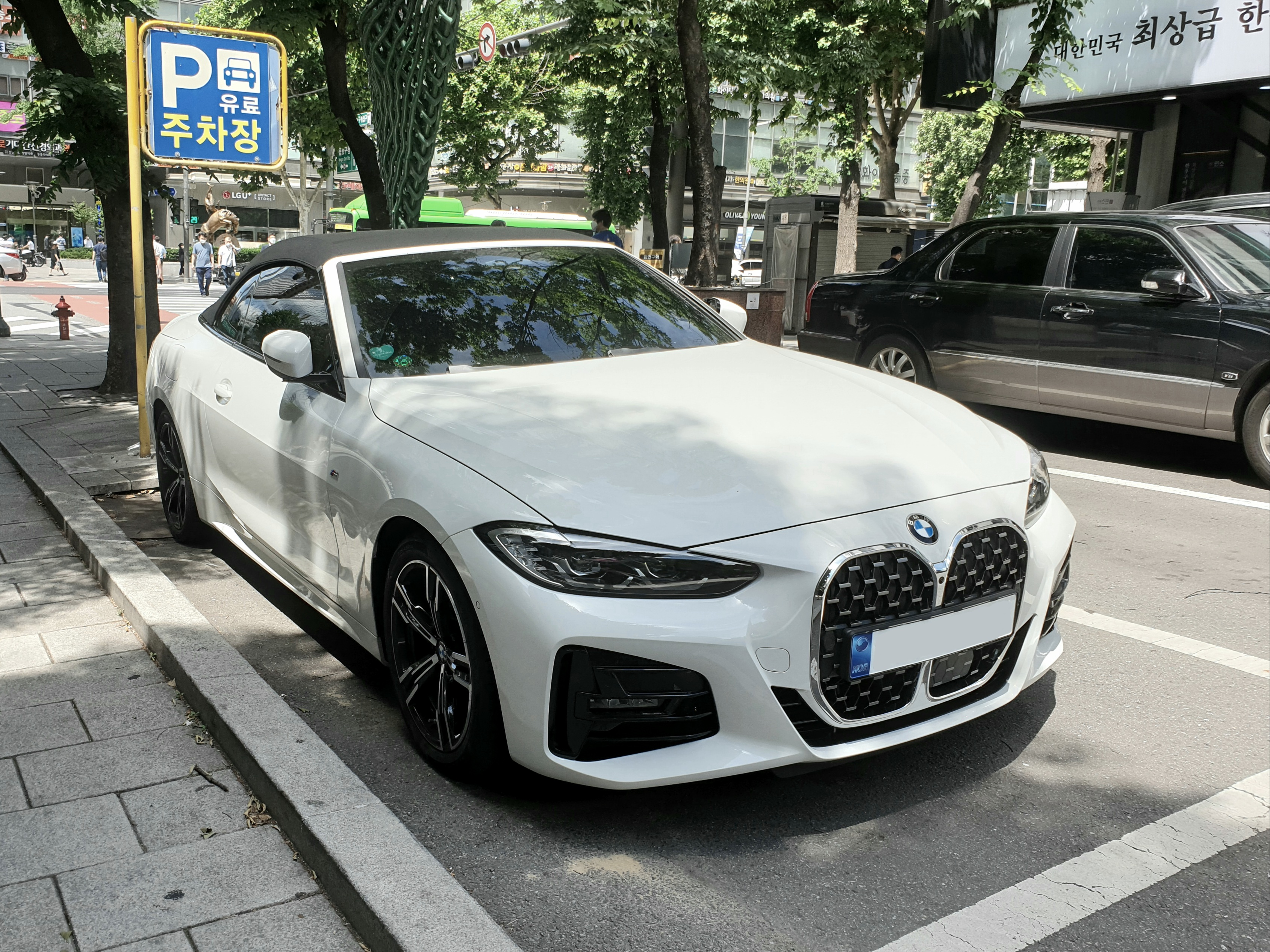
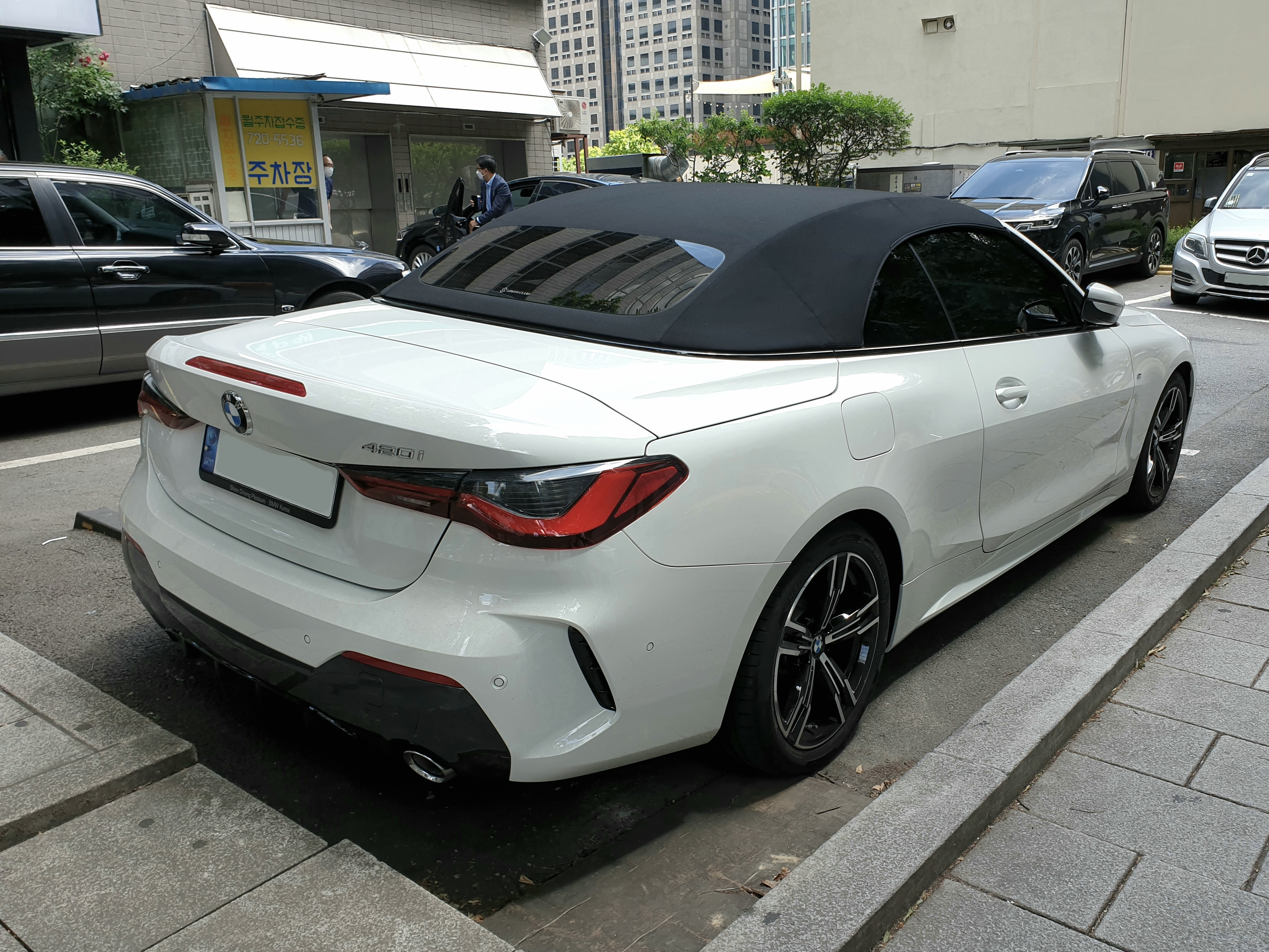
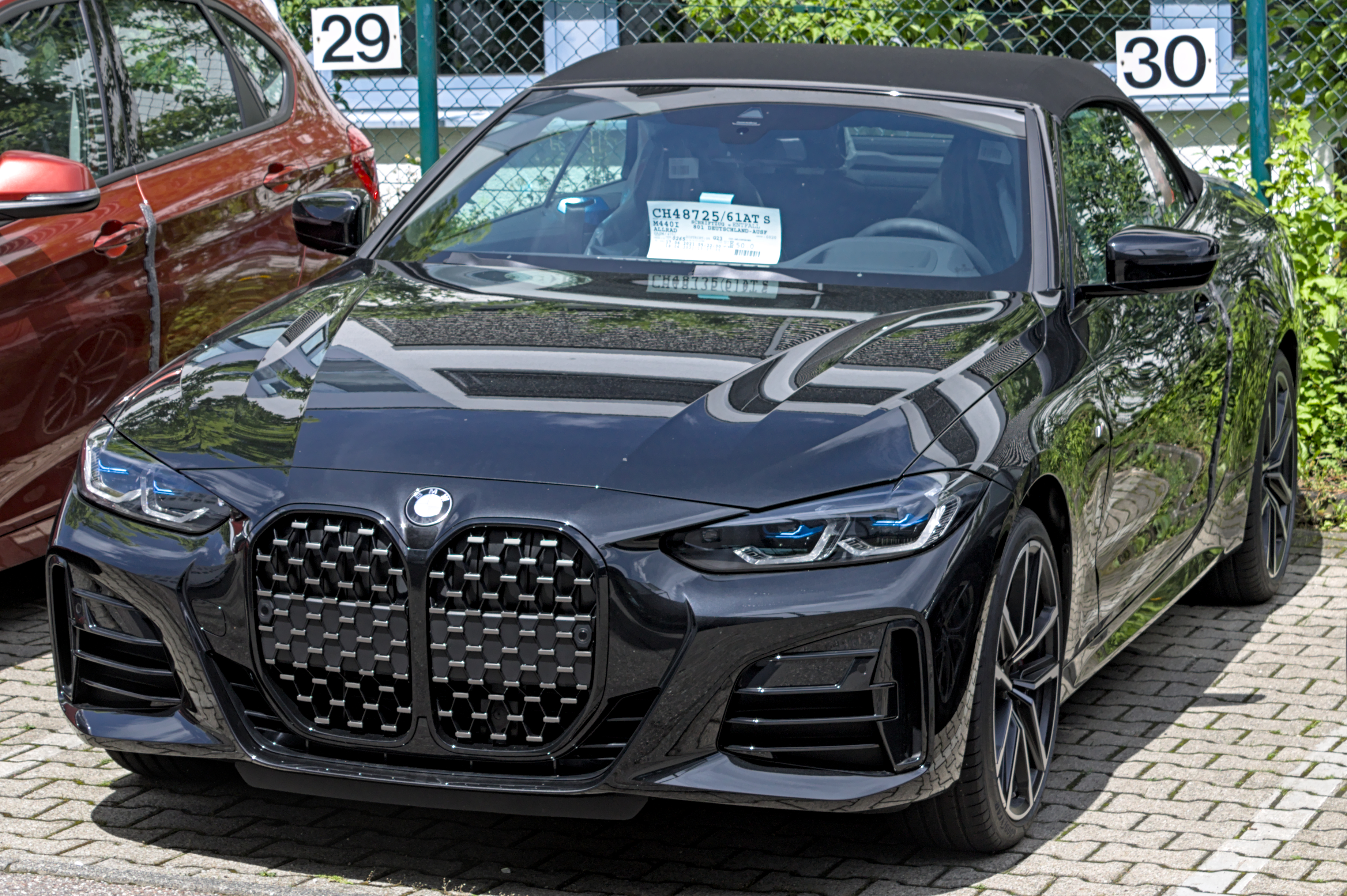
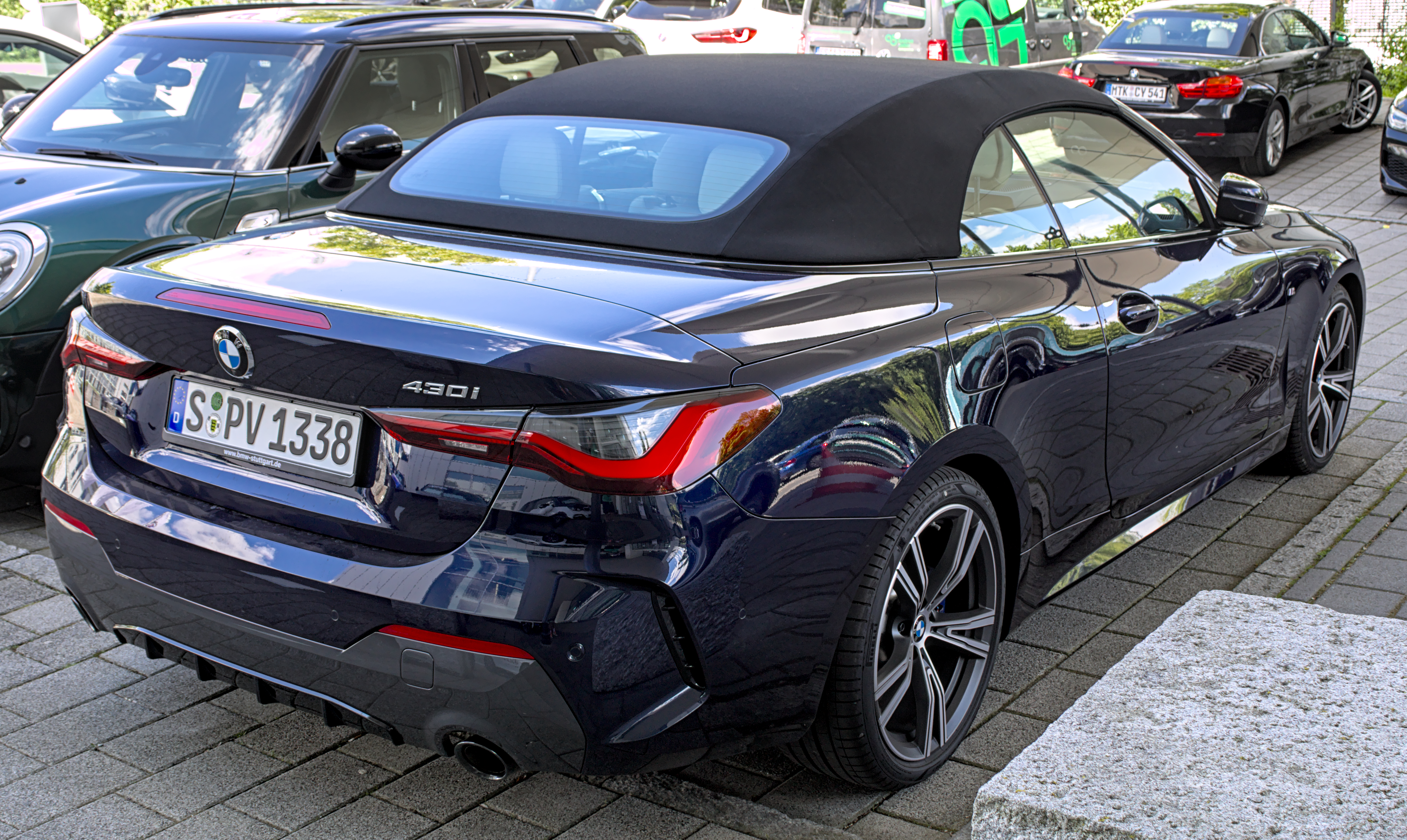

| G23（日本仕様2021年 - ）               | G23（日本仕様2021年 - ） | G23（日本仕様2021年 - ） | G23（日本仕様2021年 - ）    | G23（日本仕様2021年 - ） | G23（日本仕様2021年 - ） | G23（日本仕様2021年 - ） | G23（日本仕様2021年 - ） |
| グレード                               | 型式                     | 排気量（cc）             | エンジン                    | 最高出力（ps/rpm）       | 最大トルク（Nm/rpm）     | 変速機                   | 駆動方式                 |
| -------------------------------------- | ------------------------ | ------------------------ | --------------------------- | ------------------------ | ------------------------ | ------------------------ | ------------------------ |
| 420i スタンダード/M Sport（2021年 - ） | B48B20A                  | 1,998                    | ガソリン直列4気筒DOHCターボ | 184/5,000-6,500          | 300/1,350-4,000          | 8速AT                    | 後輪駆動                 |
| M440i xDrive（2021年 - ）              | B58B30B                  | 2,998                    | ガソリン直列6気筒DOHCターボ | 374/5,500-6,500          | 500/1,900-6,500          | 8速AT                    | 四輪駆動                 |

### グランクーペ/i4（G26）
2021年6月9日にプレスリリース。ガソリン仕様はM440iがxDrive搭載となった。本国仕様ではMHEV仕様も存在するが、日本仕様には採用されていない。ディーゼル車は全車MHEV仕様となり、M440dはxDriveが設定される（日本未導入）。
ディーゼル仕様は420dのみとなり、後輪駆動とxDriveが用意される（日本導入はxDriveのみ）。
フロントマスク及びリアバンパーについてはクーペ/カブリオレとは別デザインとなっている。ルーフ高は1,450mmあり、先代(F36)の1,395mmと比較して55mmルーフが高くなった。なお、ボディ形状が近似する、F34型3シリーズ・グランツーリスモは1,510mmとなりG26はF34とF36の中間的なルーフ高設定となっている。
| G26（本国仕様2021年 - ）  | G26（本国仕様2021年 - ） | G26（本国仕様2021年 - ） | G26（本国仕様2021年 - ）                               | G26（本国仕様2021年 - ） | G26（本国仕様2021年 - ） | G26（本国仕様2021年 - ） | G26（本国仕様2021年 - ） |
| グレード                  | 型式                     | 排気量（cc）             | エンジン                                               | 最高出力（ps/rpm）       | 最大トルク（Nm/rpm）     | 変速機                   | 駆動方式                 |
| ------------------------- | ------------------------ | ------------------------ | ------------------------------------------------------ | ------------------------ | ------------------------ | ------------------------ | ------------------------ |
| 420i（2021年 - ）         | B48                      | 1,998                    | ガソリン直列4気筒DOHCターボ                            | 184/5,000-6,500          | 300/1,350-4,000          | 8速AT                    | 後輪駆動                 |
| 430i（2021年 - ）         | B48                      | 1,998                    | ガソリン直列4気筒DOHCターボ                            | 258/5,000-4,400          | 400/1,550-4,400          | 8速AT                    | 後輪駆動                 |
| M440i xDrive（2021年 - ） | B58                      | 2,998                    | ガソリン直列6気筒DOHCターボ +48Vマイルドハイブリッド   | 374/5,500-6,500          | 500/1,900-6,500          | 8速AT                    | 四輪駆動                 |
| 420d（2021年 - ）         | B47                      | 1,995                    | ディーゼル直列4気筒DOHCターボ +48Vマイルドハイブリッド | 190/4,000                | 400/1,750-2,500          | 8速AT                    | 後輪駆動                 |
| 420d xDrive（2021年 - ）  | B47                      | 1,995                    | ディーゼル直列4気筒DOHCターボ +48Vマイルドハイブリッド | 190/4,000                | 400/1,750-2,500          | 8速AT                    | 四輪駆動                 |

#### 日本仕様
日本仕様は2021年7月16日にオンライン発表・販売開始された。新型4シリーズ・グランクーペとして420iとM440i xDriveの導入を発表。発表時点では、本国で設定されているディーゼル車及び430iは導入されていない。
420iにはスタンダードモデルと、M Sportパッケージの2種類が用意されている。その他、M440i xDriveの本国仕様との違いとして、MHEVシステムは非搭載となっている。
クーペ/カブリオレには設定のない、アルカンタラ・センサテック コンビネーションシートが420i M Sportに設定されている。対して、クーペ/カブリオレでは420i M Sportに標準装備となっていたヴァーネスカ・レザー・シートはオプション設定となった。420iスタンダードは、クーペ/カブリオレと同様にクロス・センサテック コンビネーションシートが標準設定となる。選択可能なホイールの種類についても、クーペ/カブリオレとは別のデザインのものとなっている。
M440iについてはクーペ・カブリオレのフロントタイヤが225幅に対し、グランクーペでは245幅を採用している。
新型の発売を記念した限定車「Edition EDGE」を発表。420iはアルピン・ホワイト（8台）およびブルックリン・グレー（7台）、M440iはBMW Individualドラバイト・グレー（5台）の計20台限定。

##### i4の追加
2022年2月16日、BMWにとって初の完全電動グランクーペとなる「i4（アイフォー）」が設定された。搭載されるリチウムイオン電池の容量はi4 eDrive40およびi4 eDrive40 M Sportの場合210.6Ah、総エネルギー量は83.9kWhで、一充電での走行可能距離は590km（ヨーロッパ仕様値）。またMの名が冠されたi4 M50は前後輪に電気モーターを持つ4輪駆動車となり、前輪に最高出力190kW（258PS）/最大トルク430Nmの、後輪に最高出力230kW（313PS）/最大トルク365Nmを発生する電気モーターを持ち、システムトータルでの最高出力は400kW（544PS）、最大トルクは795Nm。リチウムイオン電池の容量は210.6Ah、総エネルギー量は83.9kWhで、一充電での走行可能距離は510km（ヨーロッパ仕様値）となっている。

##### ディーゼル車の追加
2022年4月26日・G26グランクーペにのみ420dが設定された。搭載されるエンジンはB47D20B型・直列4気筒DOHCディーゼルとなり、xDriveとの組み合わせのみ。欧州仕様では420d xDriveはMHEV仕様となっているが、日本導入モデルはハイブリッドシステムは搭載されていない。
グレード構成及び装備については420iと同じとなる。なお、420i M Sportがランフラットタイヤを採用しているのに対し、420d M Sportはランフラットタイヤを採用していない。
| G26（日本仕様2021年 - ）               | G26（日本仕様2021年 - ） | G26（日本仕様2021年 - ） | G26（日本仕様2021年 - ）      | G26（日本仕様2021年 - ） | G26（日本仕様2021年 - ） | G26（日本仕様2021年 - ） | G26（日本仕様2021年 - ） |
| グレード                               | 型式                     | 排気量（cc）             | エンジン                      | 最高出力（ps/rpm）       | 最大トルク（Nm/rpm）     | 変速機                   | 駆動方式                 |
| -------------------------------------- | ------------------------ | ------------------------ | ----------------------------- | ------------------------ | ------------------------ | ------------------------ | ------------------------ |
| 420i スタンダード/M Sport（2021年 - ） | B48B20A                  | 1,998                    | ガソリン直列4気筒DOHCターボ   | 184/5,000-6,500          | 300/1,350-4,000          | 8速AT                    | 後輪駆動                 |
| 420d スタンダード/M Sport（2022年 - ） | B47D20B                  | 1,995                    | ディーゼル直列4気筒DOHCターボ | 190/4,000                | 400/1,750-2,500          | 8速AT                    | 四輪駆動                 |
| M440i xDrive（2021年 - ）              | B58B30B                  | 2,998                    | ガソリン直列6気筒DOHCターボ   | 374/5,500-6,500          | 500/1,900-6,500          | 8速AT                    | 四輪駆動                 |

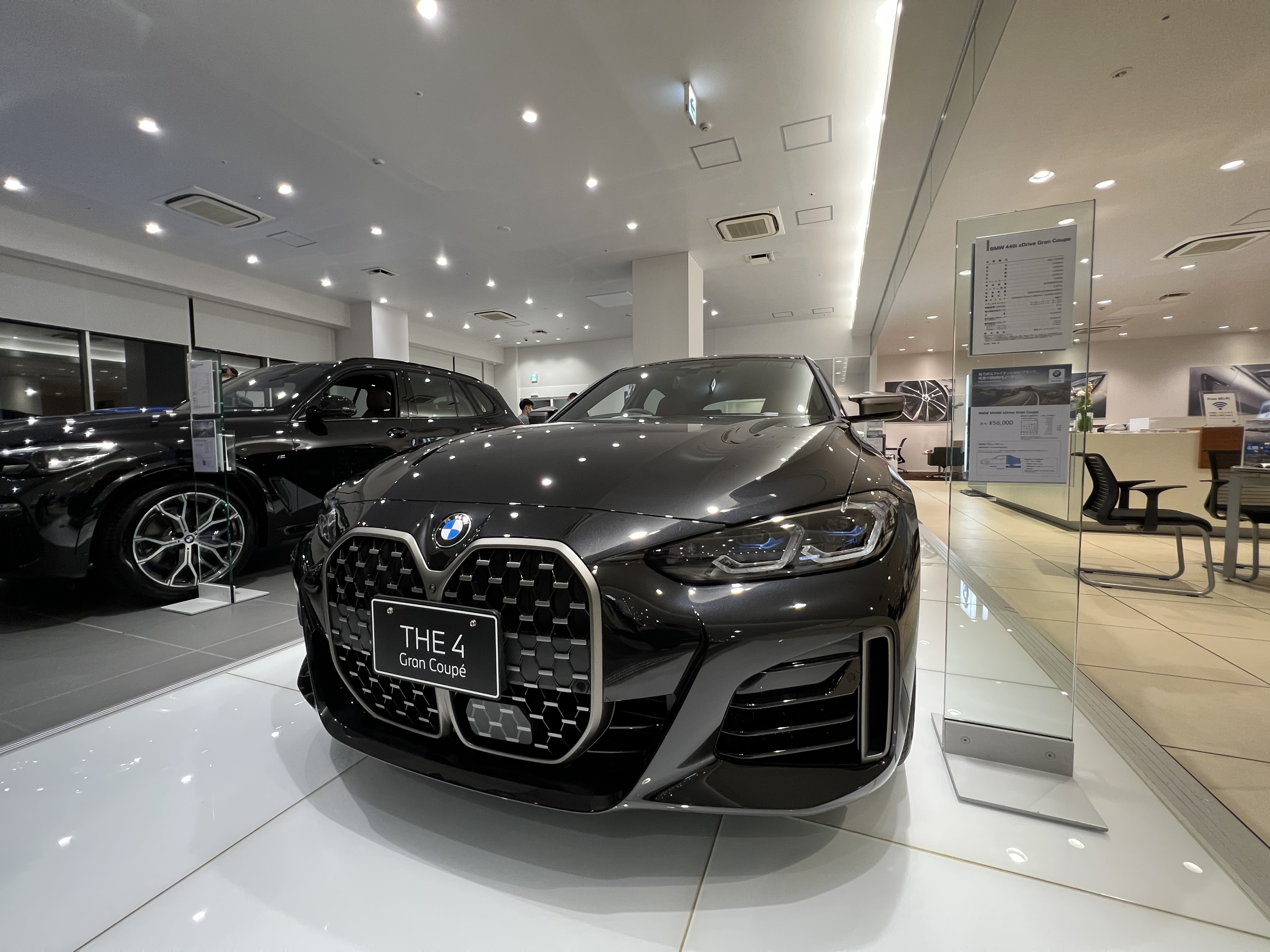
フロント周り
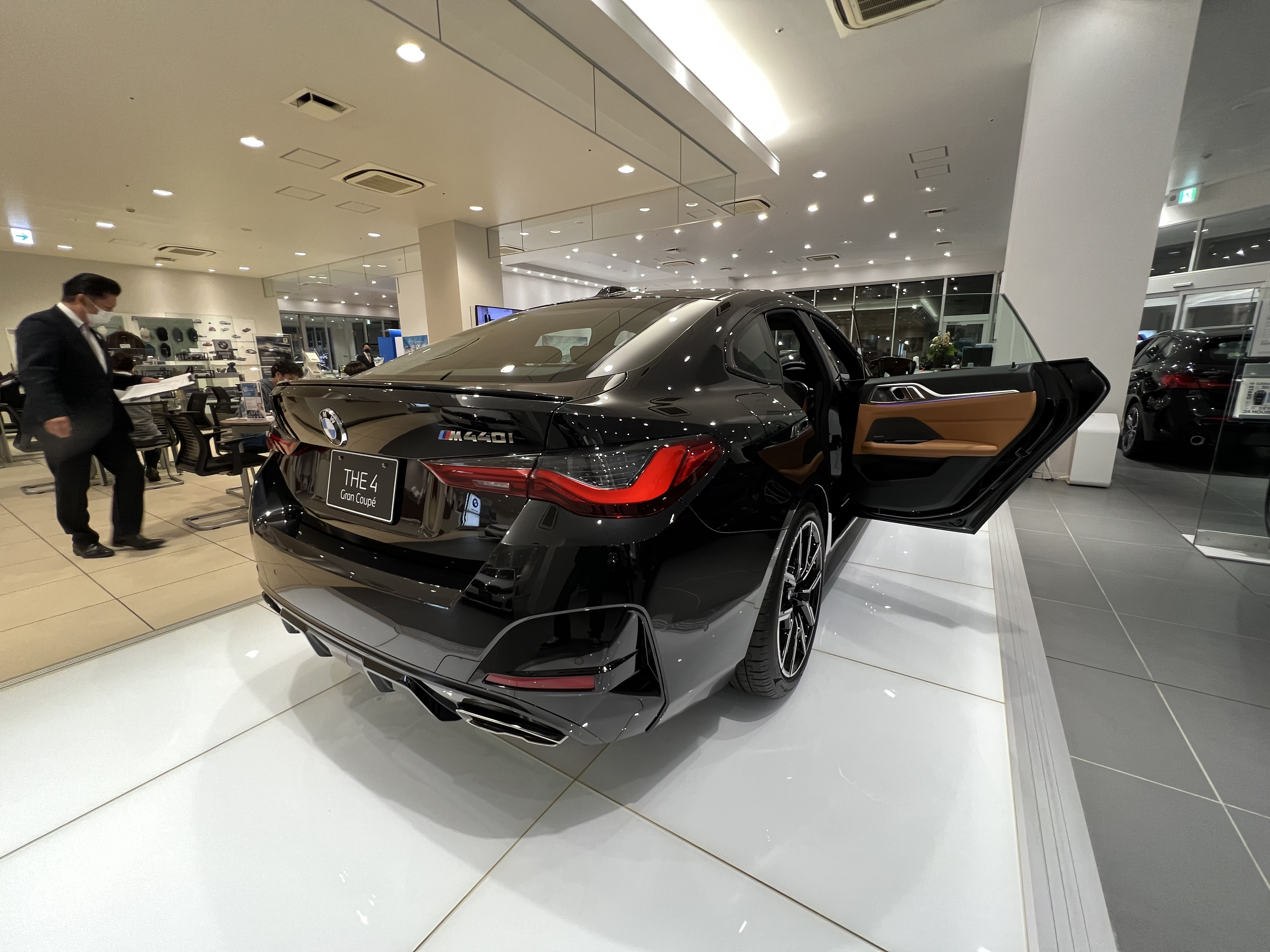
リア周り
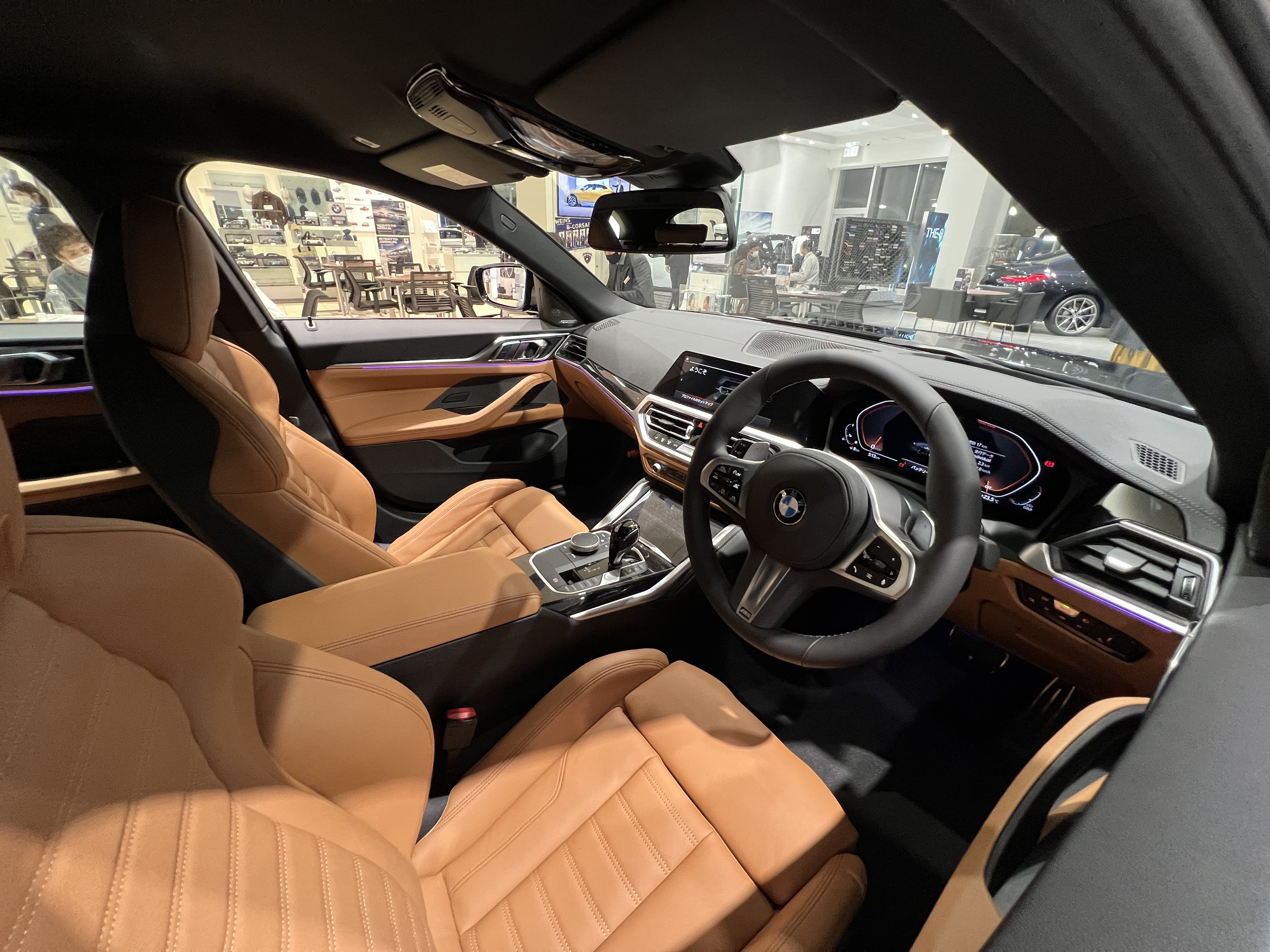
インテリア
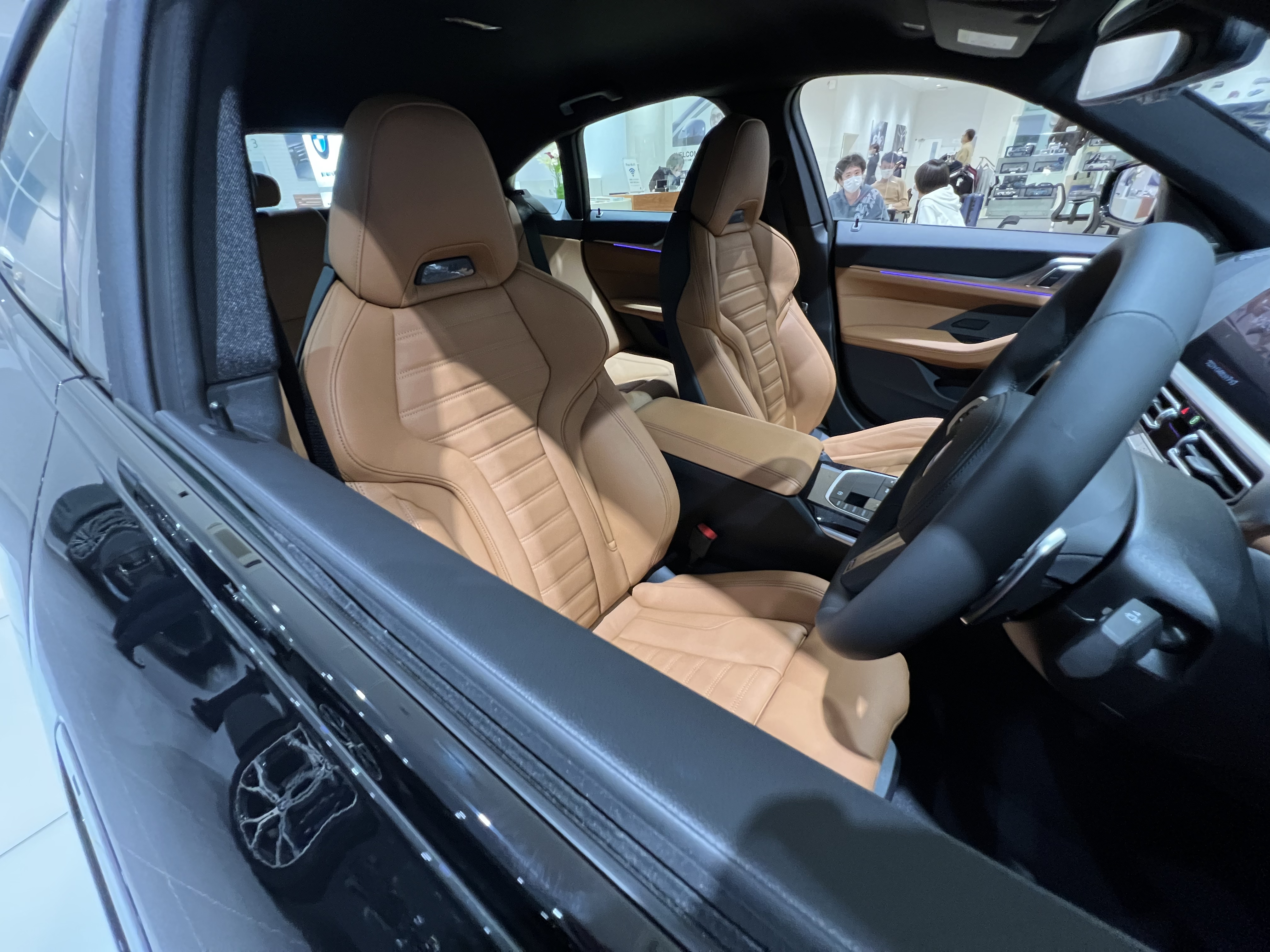
オプションのMスポーツシート
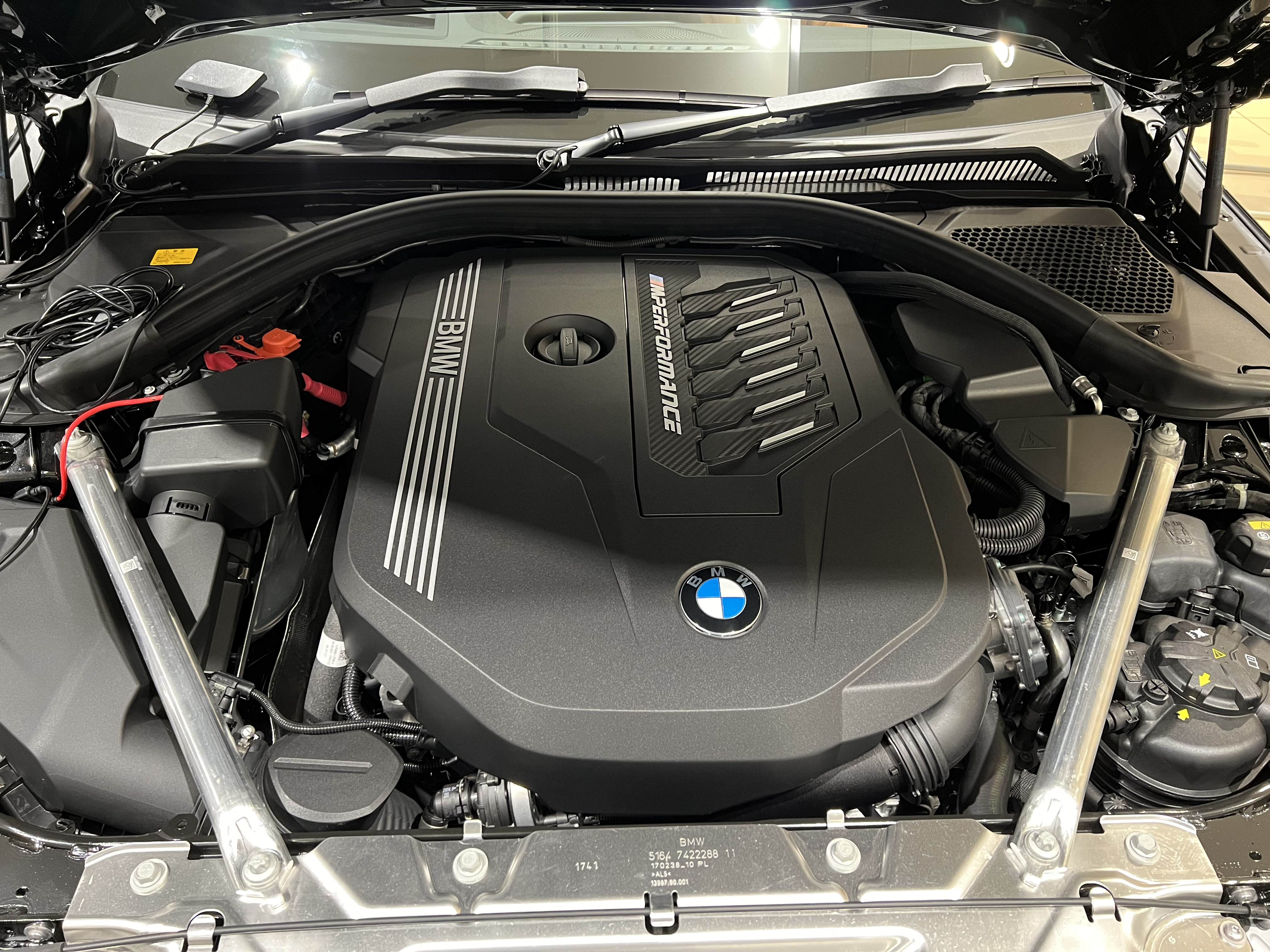
B58直列6気筒シングルターボエンジン